# Colbún
Colbún is een gemeente in de Chileense provincie Linares in de regio Maule. Colbún telde 20.765 inwoners in 2017 en heeft een oppervlakte van 2900 km².